# Гросзольт
Гросзольт (нім. Großsolt) — громада в Німеччині, розташована в землі Шлезвіг-Гольштейн. Входить до складу району Шлезвіг-Фленсбург. Складова частина об'єднання громад Гюруп.
Площа — 25,07 км2. Населення становить 1777 ос. (станом на 31 грудня 2020).